# Matt Smith (rugby à XV)
Pour les articles homonymes, voir Matt Smith et Smith.

a Compétitions nationales et continentales officielles uniquement.

Dernière mise à jour le 6 juin 2021.
Matthew William Smith dit Matt Smith, né le 15 novembre 1985 à Leicester, est un joueur anglais de rugby à XV qui évolue dans la ligne des trois-quarts au poste de centre ou d'ailier. Il joue au sein de l'effectif des Leicester Tigers entre 2006 et 2019.

## Biographie
Matt Smith joue avec son club en championnat d'Angleterre, en Coupe d'Angleterre et en Coupe d'Europe. Lors de la saison 2008-2009, il a été titulaire des trois premiers matchs de Coupe d'Europe, il inscrit même un essai contre l'USA Perpignan.

## Palmarès
- Finaliste de la Coupe d'Europe en 2007 et 2009
- Vainqueur du championnat d'Angleterre en 2007, 2009 et 2010
- Finaliste du championnat d'Angleterre en 2006 et 2008
- Vainqueur de la Coupe anglo-galloise  en 2007
- Finaliste de la Coupe anglo-galloise  en 2008